# San Pedro de Almoloyán
San Pedro de Almoloyán es una localidad del estado mexicano de Guanajuato. Es parte del municipio de San Felipe.

## Toponimia
El nombre «San Pedro» hace referencia al santo patrono de la localidad: Pedro el Apóstol. El nombre «Almoloyán» proviene de los términos en náhuatl: atl, agua; moloni, brotar; yan, lugar. Su significado es «lugar de manantiales» o «lugar donde brota el agua».

## Demografía
| Gráfica de evolución demográfica |
|                                  |

| Censo | Población |
| ----- | --------- |
| 1900  | 1 708     |
| 1910  | 1 701     |
| 1921  | 669       |
| 1930  | 740       |
| 1940  | 365       |
| 1950  | 1 206     |
| 1960  | 1 321     |
| 1970  | 1 497     |
| 1980  | 1 402     |
| 1990  | 1 773     |
| 2000  | 2 155     |
| 2010  | 2 306     |
| 2020  | 2 406     |